# Kallen (Berg)
Der Kallen (norwegisch für Alter Mann) ist ein 2425 m hoher Berg der Sør Rondane im ostantarktischen Königin-Maud-Land. Er ragt zwischen der Isachsenfjella und dem Imingfjellet auf.
Wissenschaftler des Norwegischen Polarinstituts benannten ihn 1988.